# نوڤا (سلسلة روايات)
نوڤا  هي سلسلة روايات للخيال العلمي من إنتاج المؤسسة العربية الحديثة وتتحدث السلسلة عن قصص من الخيال العلمي . وهي من تأليف المؤلف المصري رؤوف وصفي .

## أعداد السلسلة
1. غزو من عالم آخر
2. الإنسان الآلى القاتل
3. أشباح في الفضاء
4. رعب تحت المجهر
5. سر كتاب الموتى
6. الحب المستحيل
7. اغتيال كمبيوتر
8. الفيروسات الذكية
9. هجوم الزواحف
10. ثورة الروبوت
11. الرحلة الرهيبة
12. انتقام الروبوت
13. قيثارة الموت
14. شواطئ الأبدية
15. الرعب الإلكترونى
16. سحابة الموت
17. المؤامرة الكونية
18. مذنب الدمار
19. الرعب الآلى
20. الكمبيوتر يحكم
21. أبناء الشمس
22. أميرة الفضاء
23. معركة بين النجوم